# Dé-commémoration

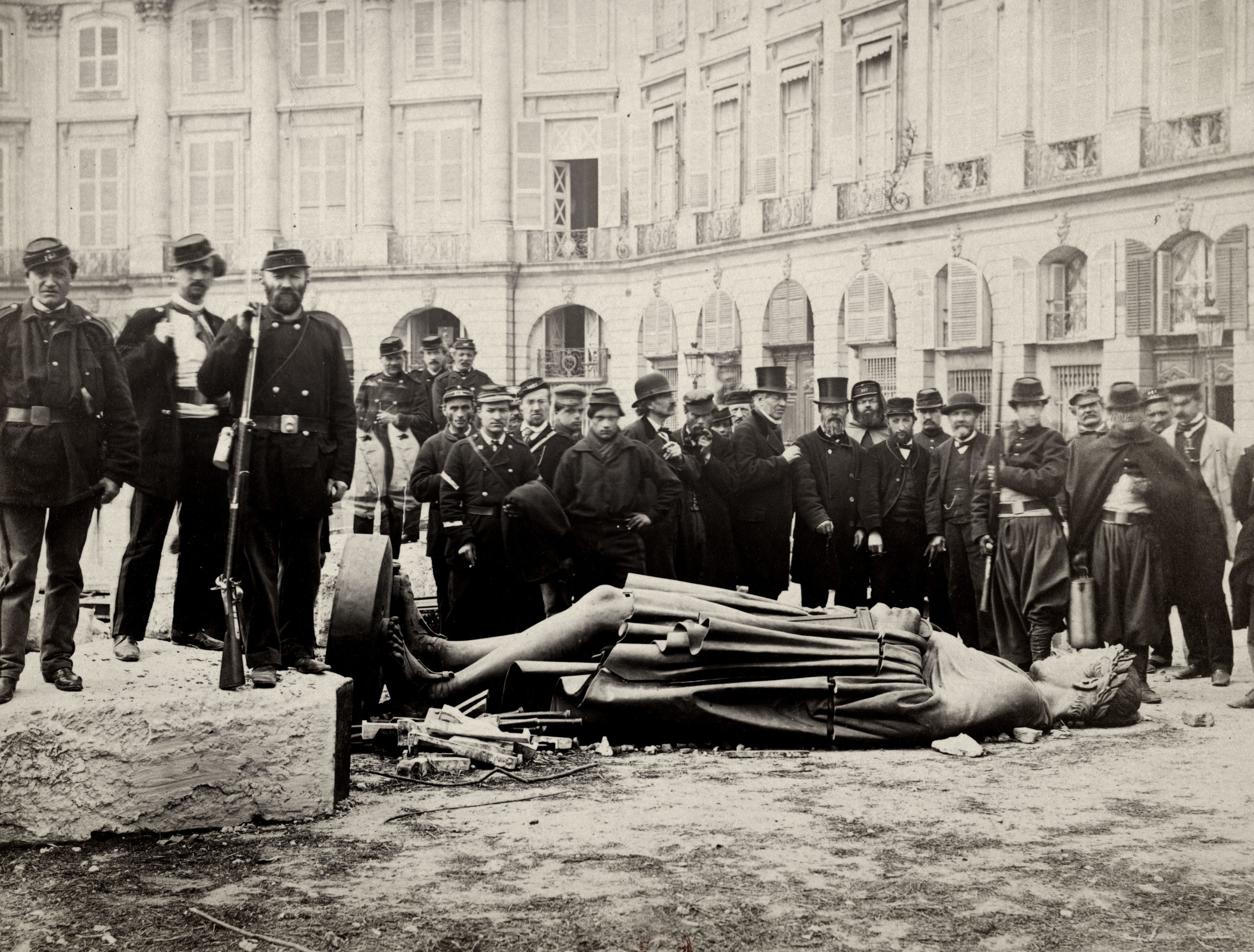
La Chute de la colonne Vendôme, Bruno Braquehais, place Vendôme, Paris, le 16 mai 1871.

La dé-commémoration ou décommémoration est un phénomène social de destruction ou de modification profonde des représentations matérielles du passé dans l'espace public.
Ce phénomène est conceptualisé par des historiens et des sociologues à partir des années 2010. Paradoxalement, la dé-commémoration, démarche de remise en cause du paysage mémoriel, le charge à nouveau de sens. Caractérisé par différentes pratiques, elle ne se limite pas à la destruction de monuments, mais peut être aussi une contextualisation ou un renommage, voire une œuvre provisoire.
La dé-commémoration peut correspondre à un changement de régime politique, une transformation sociétale, une mobilisation militante, une manœuvre de la part de responsables politiques ou à une transformation de la manière de penser la commémoration.

## Définition et contextualisation
La dé-commémoration est l'ensemble des « processus dans lesquels les représentations matérielles et publiques du passé sont retirées, détruites ou fondamentalement modifiées » ou « the withdrawal of uncomfortable reminders of the past from the public space, ».
Dès 2008, l'anthropologue serbe Srdjan Radović utilise le mot de « decommemoration » en anglais à propos de la politique de changement des odonymes à Belgrade. En 2016, l'historien israélien Guy Beiner étudie le phénomène de « decommemorating » dans un ouvrage sur les révoltes en Irlande du Nord. Sous les noms de « decommemoration », dé-commémoration ou (dé)commémoration, ce concept est ensuite développé et précisé par les sociologues Tracy Adams et Sarah Gensburger et l'historienne Jenny Wüstenberg, qui s'intéressent toutes trois aux questions mémorielles. En français, le néologisme dé-commémoration est calqué sur le même néologisme en anglais. Il permet d'exprimer l'idée que les déboulonnages sont aussi une forme de commémoration, qui  élargit le répertoire symbolique d'une société. La dé-commémoration n'est pas un phénomène social récent. On peut par exemple rappeler le martelage des noms des pharaons dans l'Égypte antique ou le remplacement de nom des rues en France à chaque changement de régime politique.

Déboulonnage de statues
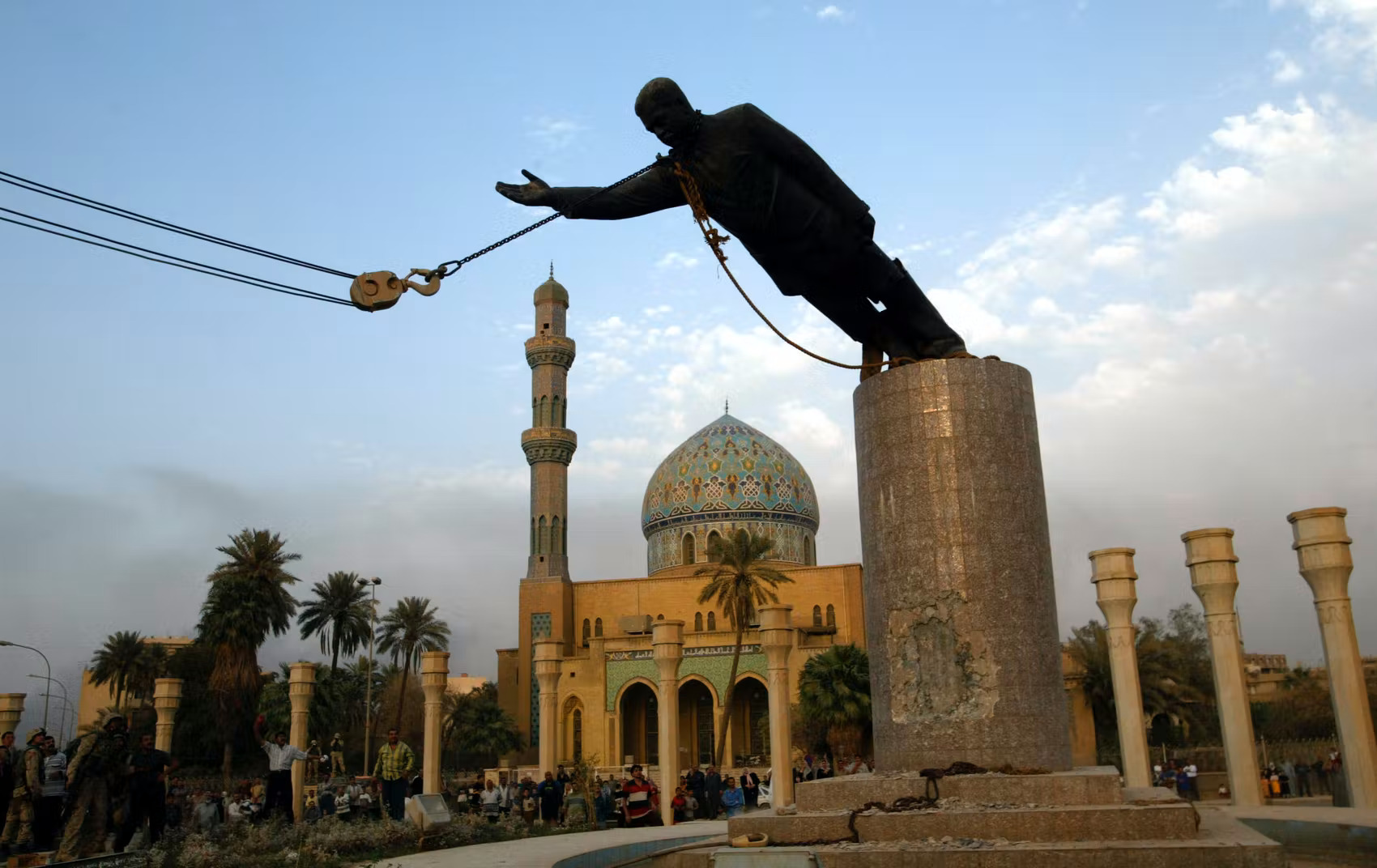
Déboulonnage de la statue de Saddam Hussein à Bagdad (Irak) en 2003.
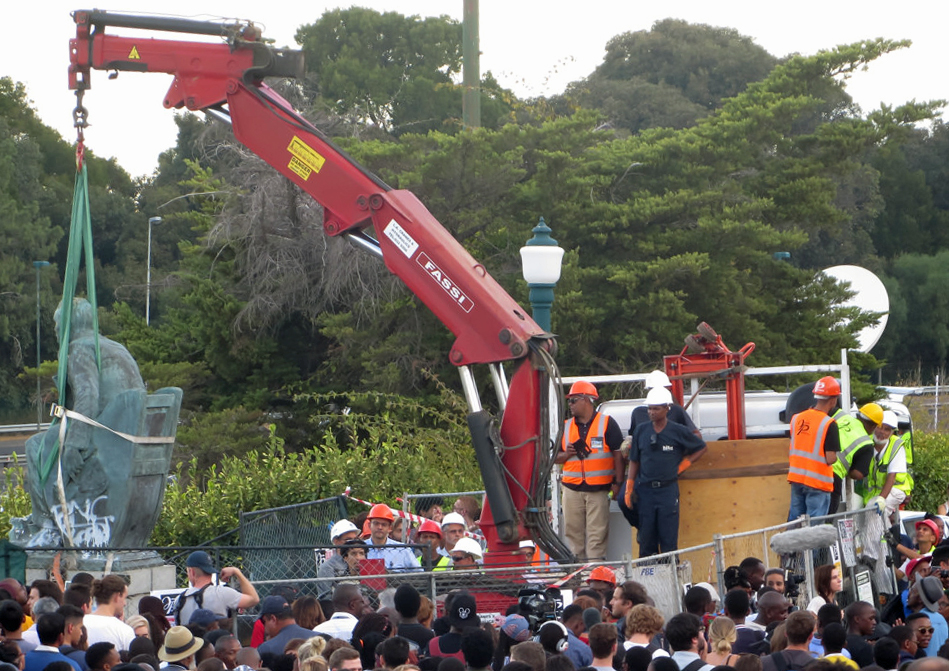
Retrait de la statue de Cecil Rhodes à l'université du Cap (Afrique du Sud) en avril 2015.
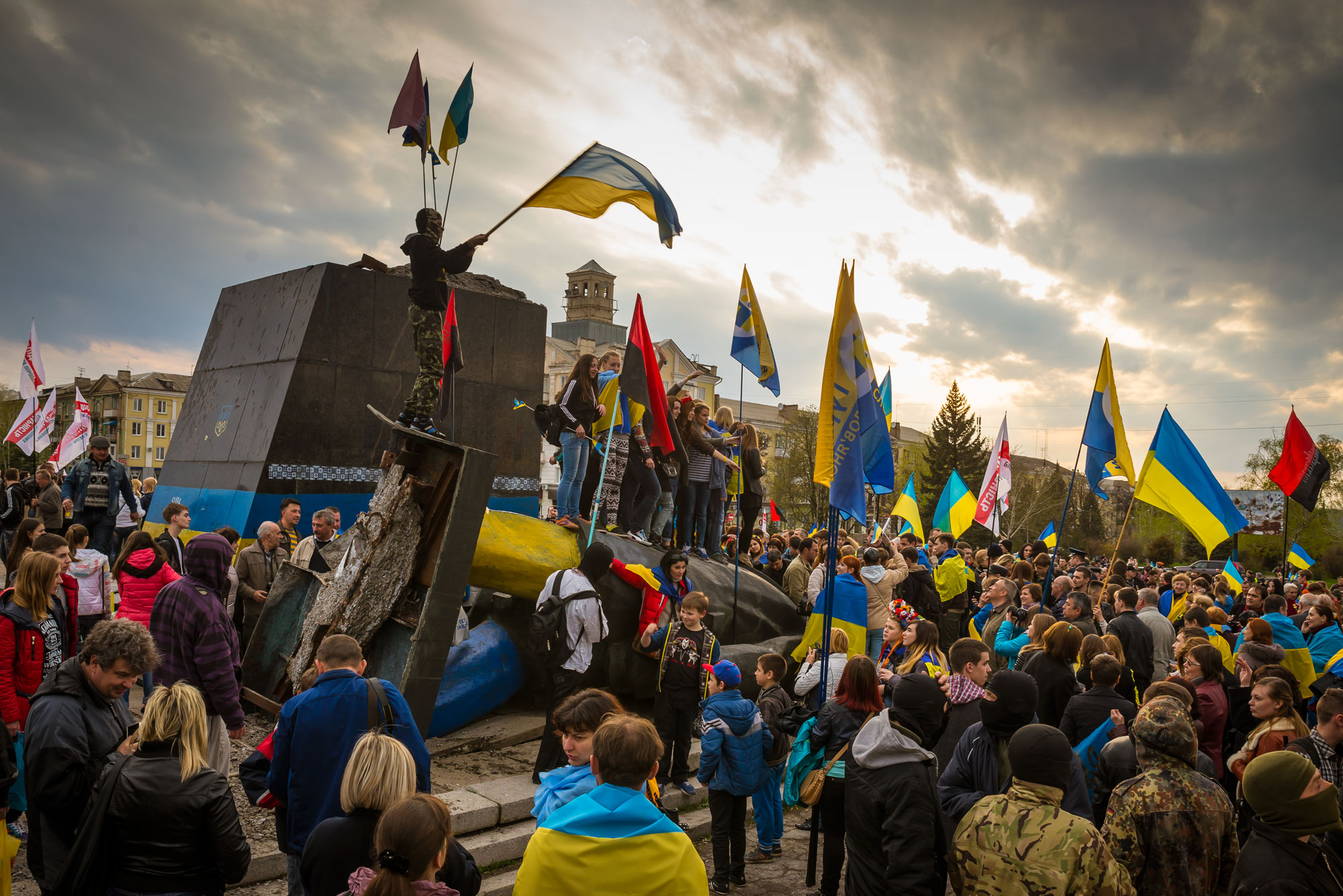
Déboulonnage de la statue de Lénine à Kramatorsk (Ukraine) en avril 2015.
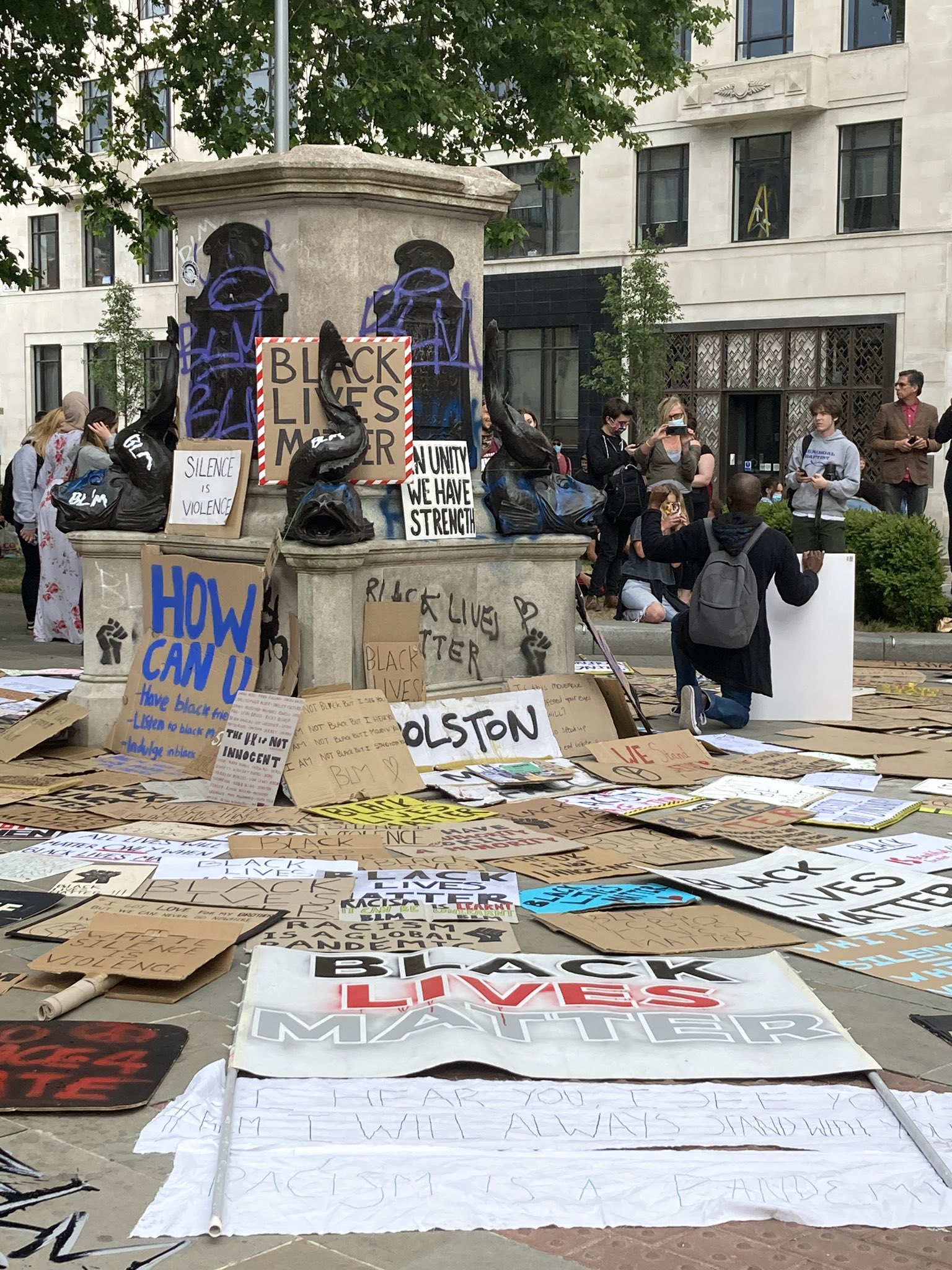
Le piédestal vide de la statue d'Edward Colston à Bristol (Royaume-Uni), abattue le 7 juin 2020.
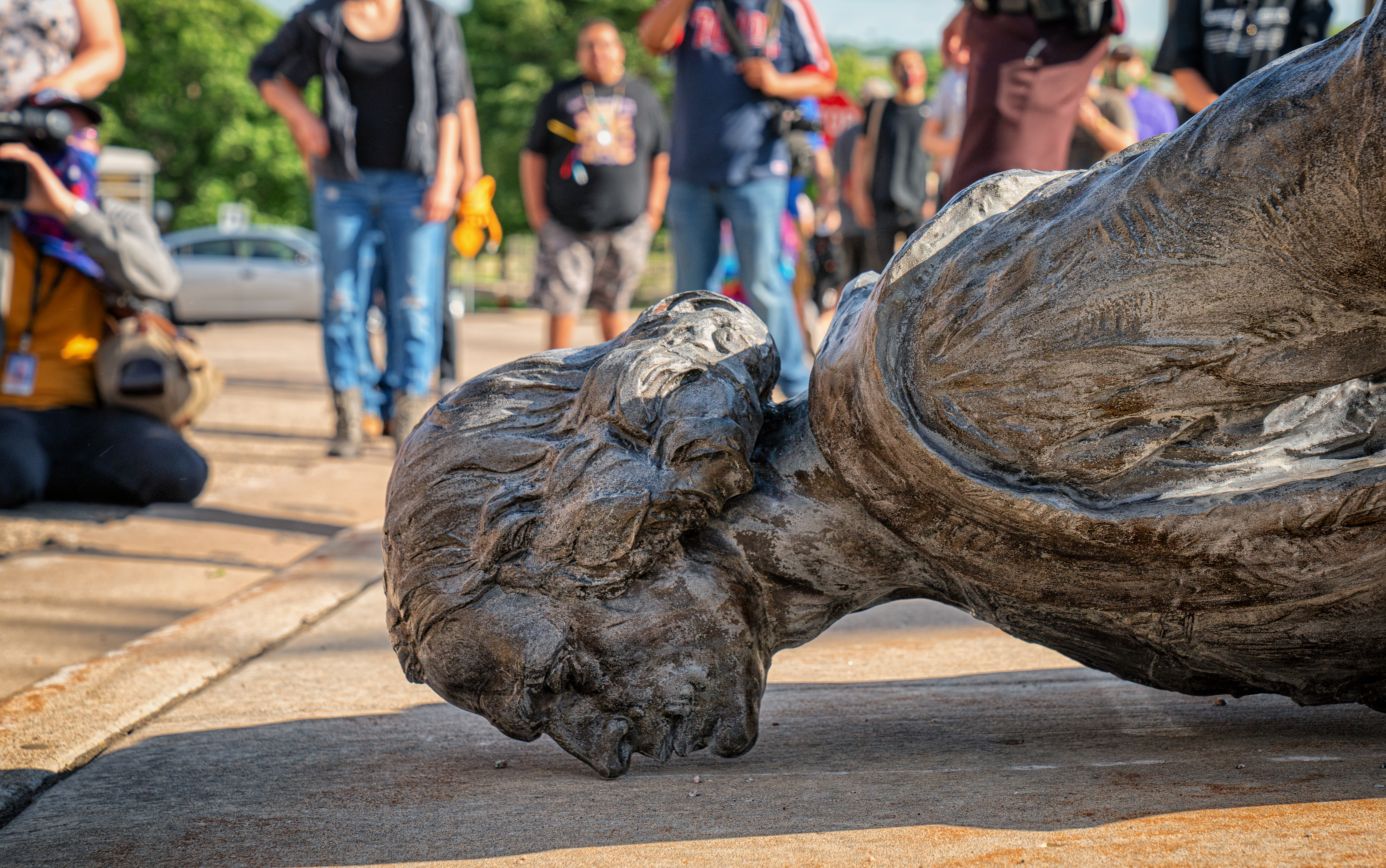
Statue de Christophe Colomb à terre à Saint Paul, au Capitole de l'État du Minnesota (États-Unis) le 10 juin 2020.
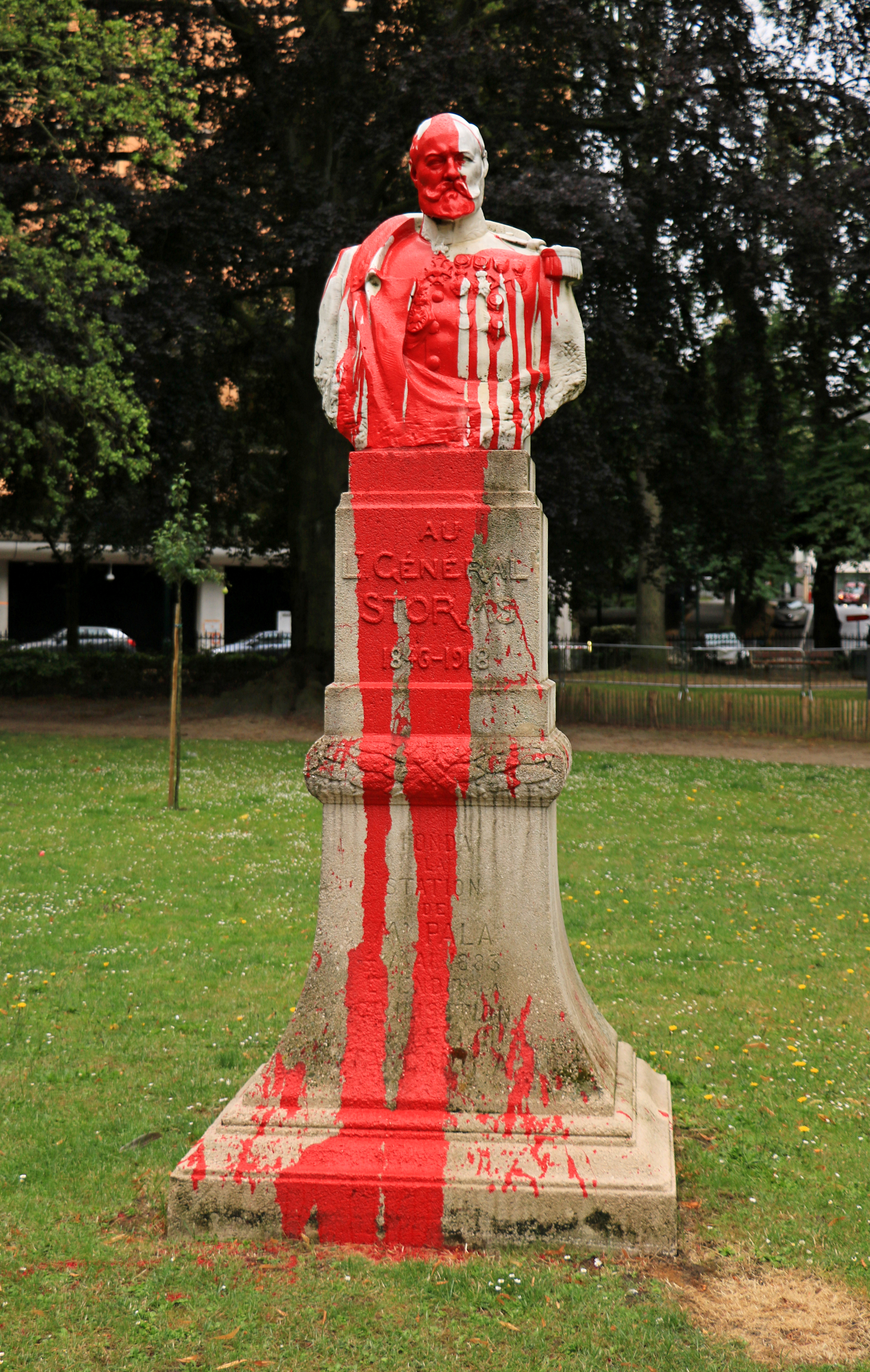
Le monument au général Storms recouvert de peinture rouge en juin 2020. La statue est retirée en juin 2022 par la commune d'Ixelles (Belgique).
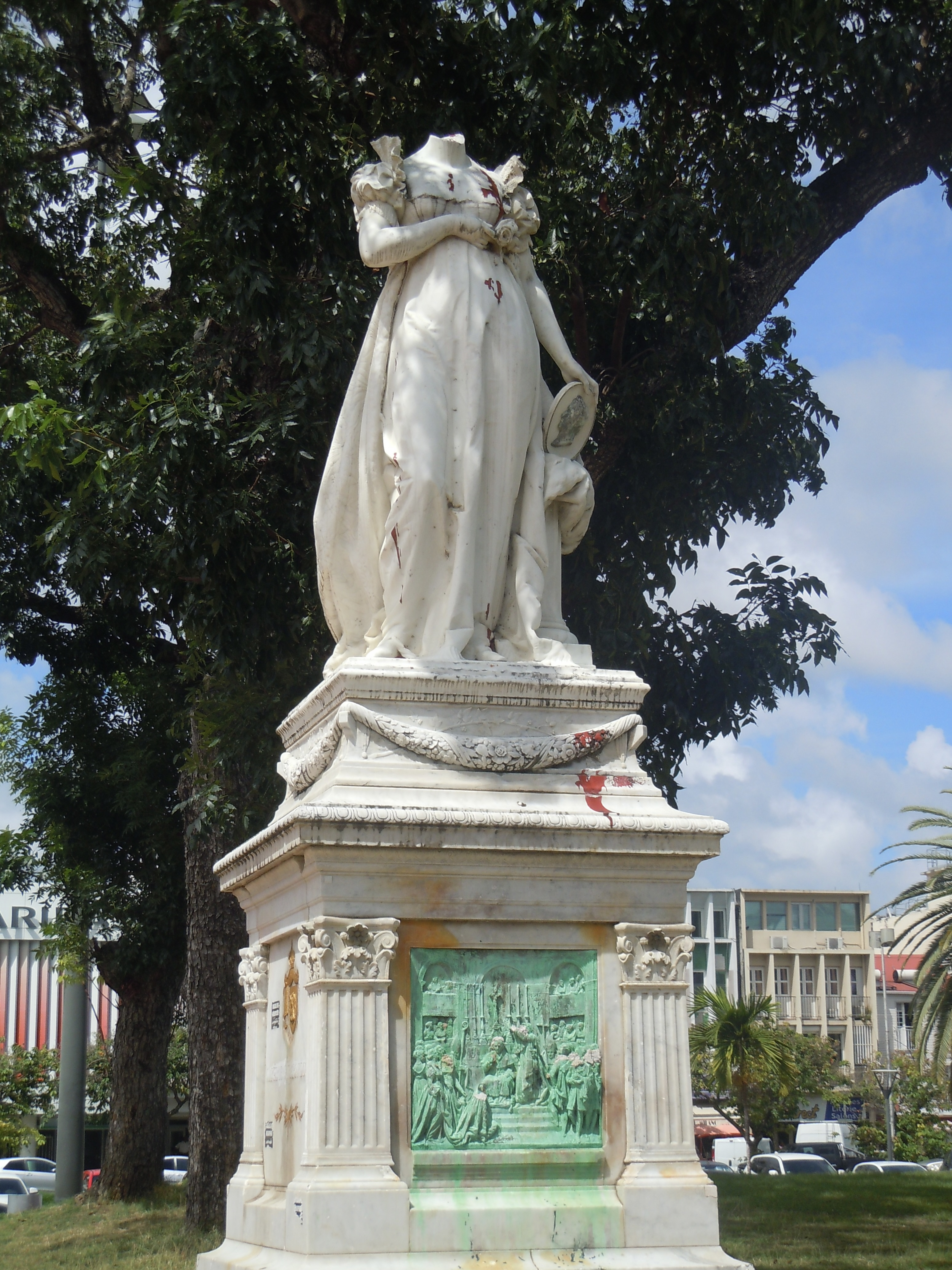
Statue de l'impératrice Joséphine à Fort-de-France (Martinique), décapitée en 1991 et détruite le 26 juillet 2020.

Les critiques de la dé-commémoration, notamment celles qui visent à défendre le patrimoine, soulignent que, plutôt que détruire, il vaudrait mieux conserver les mémoriaux en les contextualisant, en érigeant à côté un contre-monument ou en les déplaçant dans un environnement qui leur donne un autre sens. Ces critiques craignent un effacement de l'histoire, une forme d'amnésie collective.
Or, si la dé-commémoration donne une impression de liberté par rapport au passé, la démarche de démolition d'un monument renforce la signification symbolique de celui-ci et amène ensuite à une négociation. Le déshonneur même du monument lui redonne de l'importance et une signification forte,, alors que les plaques commémoratives et monuments qui rappellent le passé dans l’espace public sont très souvent ignorés dans la vie quotidienne. D'autre part, les revendications de dé-commémoration manifestent une adhésion de leurs promoteurs au recours au paysage mémoriel comme espace commun. Les remplacements politiques des noms des rues sont un processus double, où la dé-commémoration précède une nouvelle commémoration, ce qui engendre un conflit ou une réaction. La vague de déboulonnage de statues liée à la décolonisation de l'espace public démontre implicitement l'importance de la commémoration et, plus généralement, de la mémoire collective, dans les sociétés modernes.

Renommage de rues
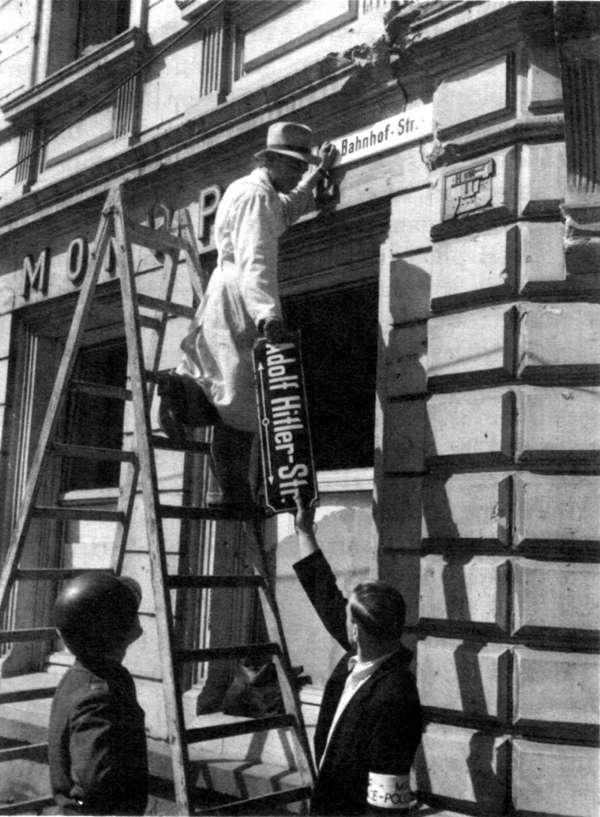
L' Adolf-Hitler-Straße (rue Adolf-Hitler) » à Trèves (Allemagne) renommée « Bahnhofstraße » (rue de la Gare) le 12 mai 1945.
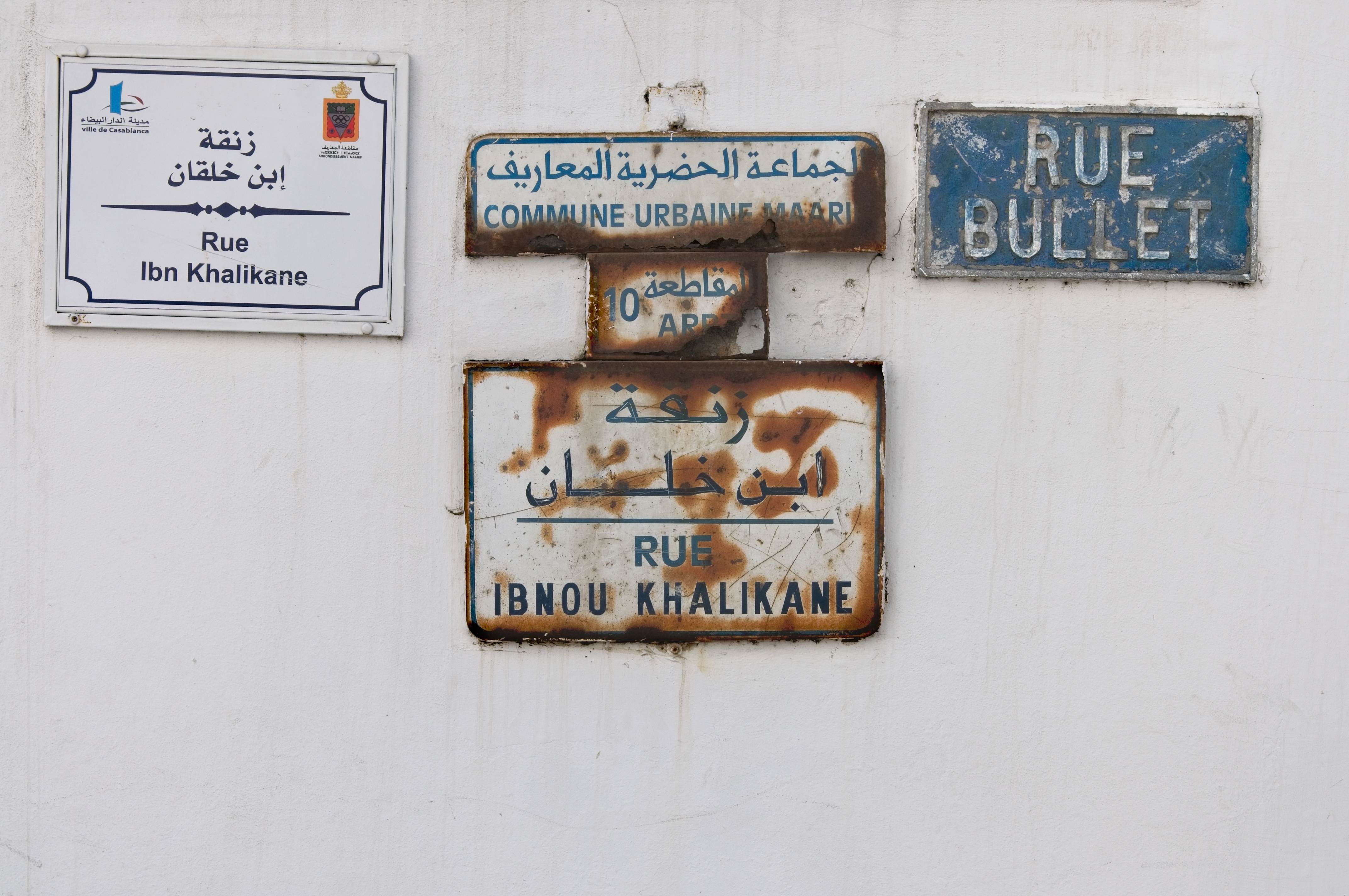
La rue Bullet à Casablanca renommée rue Ibnou Khalikane après l'indépendance du Maroc le 2 mars 1956.
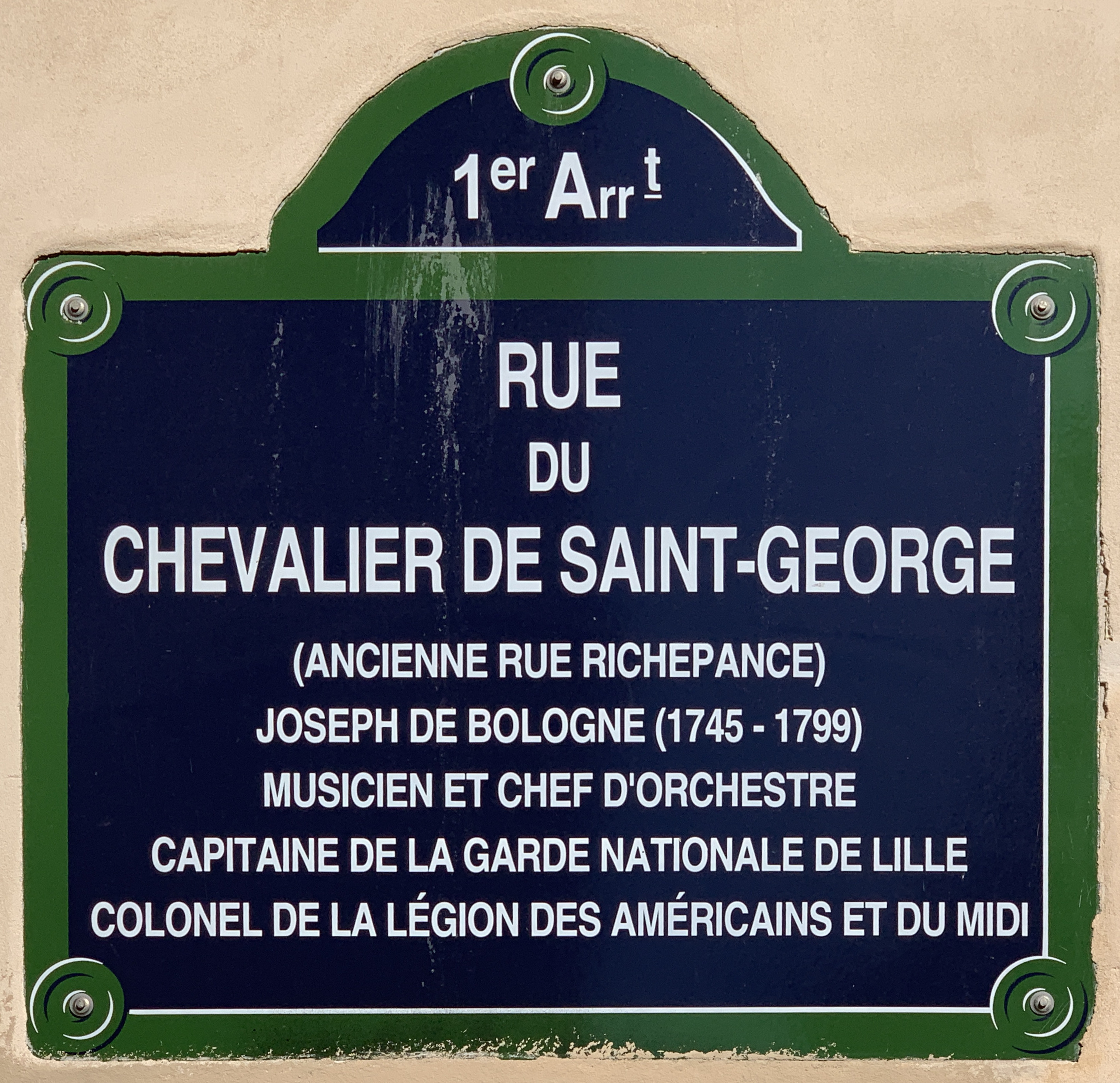
Ancienne rue Richepance à Paris, rebaptisée rue du Chevalier-de-Saint-Georges en 2002.
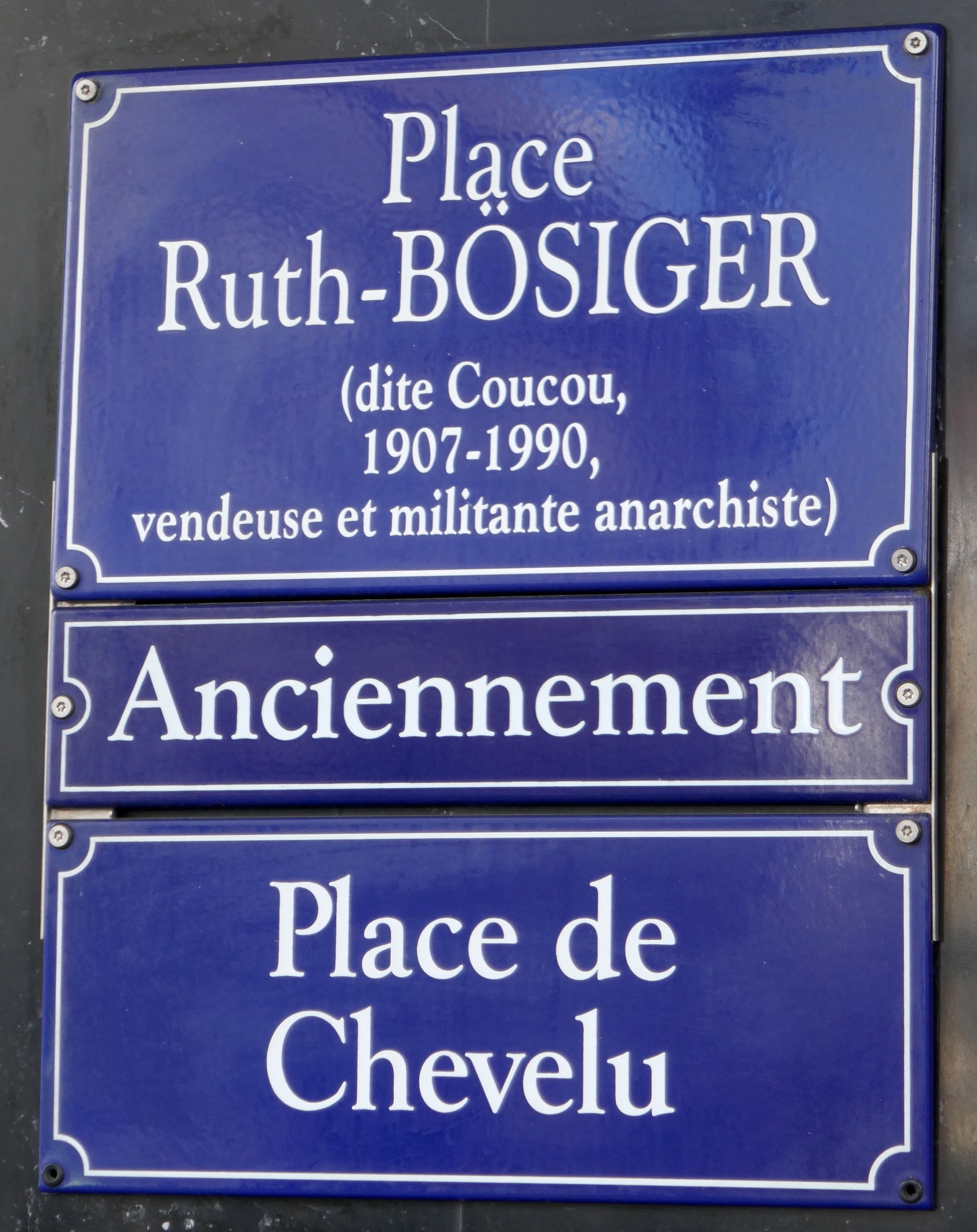
Place du Chevelu à Genève, renommée officiellement place Ruth-Bösiger en septembre 2020.
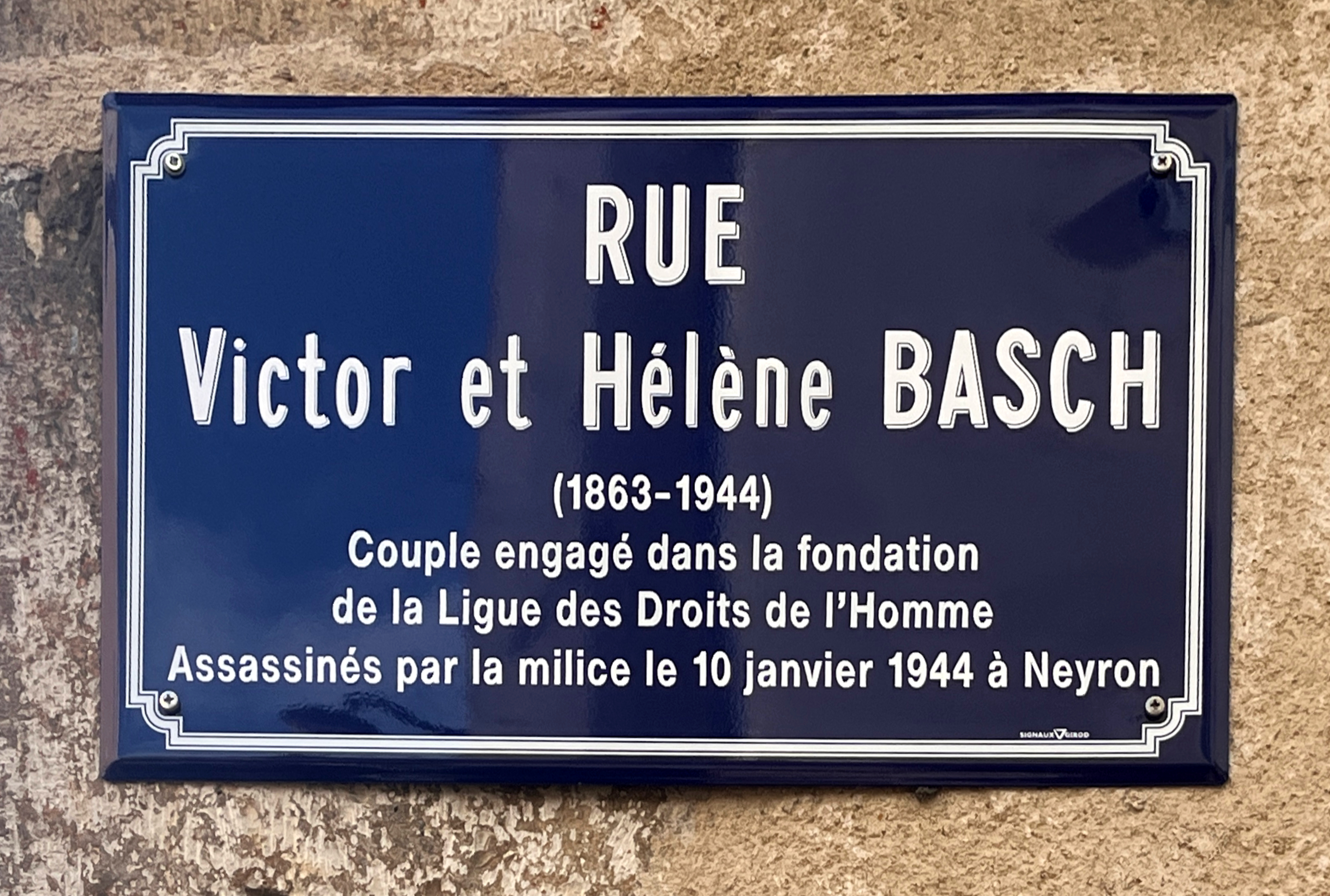
Renommage de la rue Victor-Basch à Bourg-en-Bresse (Ain) en rue Victor-et-Hélène Basch en 2023.

Le cas de l'Irlande du Nord montre que les pratiques officielles de commémoration d'épisodes historiques controversés peuvent être confrontées à une réaction violente de dé-commémoration qui peut à son tour déclencher des initiatives de re-commémoration. Ainsi, la dé-commémoration peut précéder une remémoration qui se traduit par l'installation de nouveaux sites mémoriels,.

## Pratiques et démarches
D'après l'exemple israélien, trois types de pratiques de dé-commémoration peuvent être relevées. La plus répandue est la désacralisation, c'est-à-dire la profanation et la destruction. La deuxième est le recadrage, qui consiste à montrer le passé controversé en le recontextualisant ou en lui donnant un sens nouveau. Cela passe notamment par l'ajout de plaques explicatives ou le renommage des espaces mémoriels et des rues. Il s'agit de changer le statut des monuments ou des paysages. La troisième pratique, l'obsolescence planifiée, est plus rare : on construit des monuments à durée de vie limitée pour critiquer les véritables monuments institués ou on les installe pour faire éclater une polémique et ainsi, éventuellement provoquer leur démolition. Ainsi, en 2016, une exposition temporaire consacrée à Franco à Barcelone montre une statue équestre décapitée de Franco. Il ne s'agit pas seulement de dénoncer les crimes du franquisme mais aussi d'induire une réflexion collective sur l'art et le patrimoine hérités du franquisme. La statue est ensuite renversée et enlevée.

Recadrage
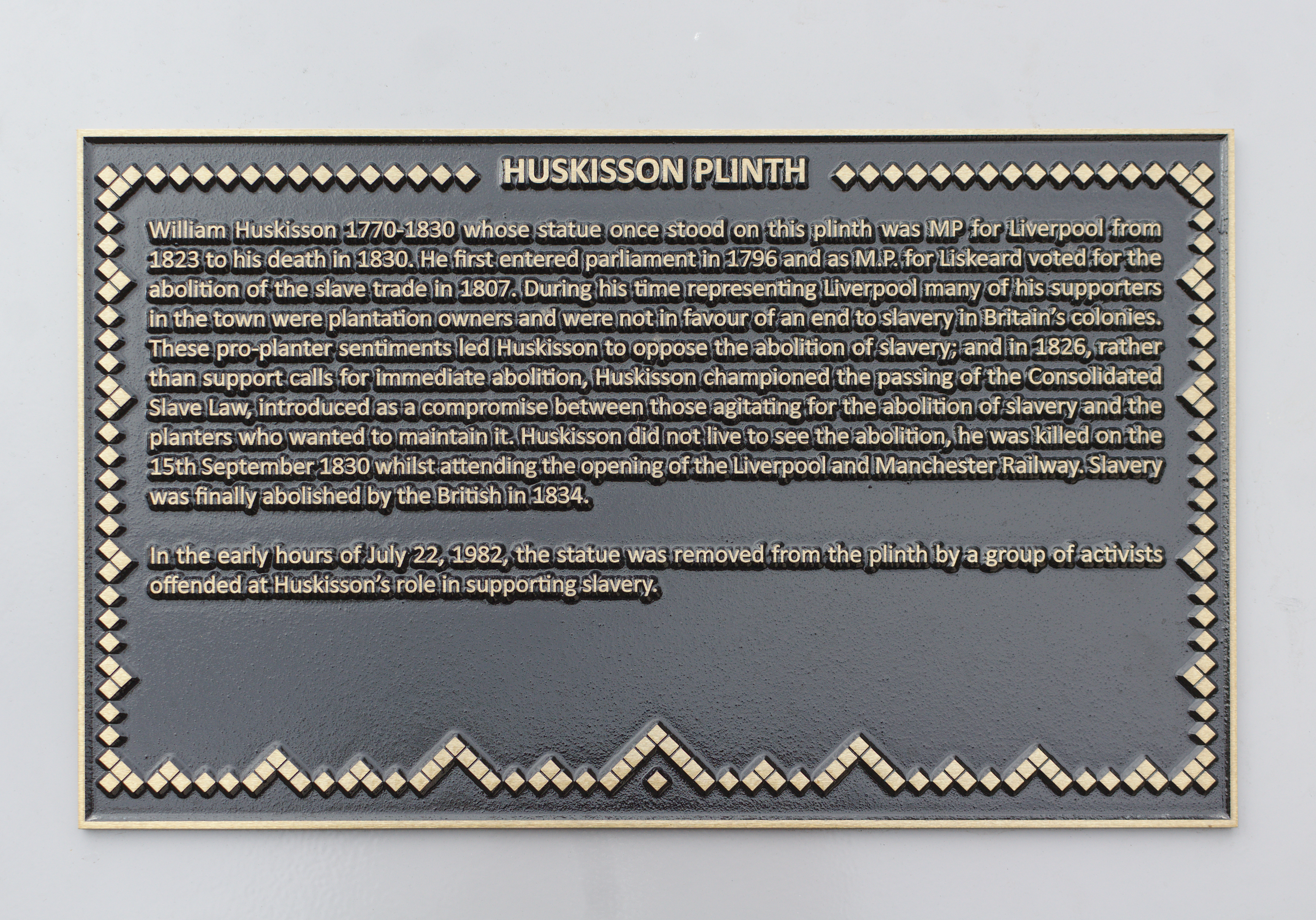
Plaque explicative posée en 2020 sur le socle de la statue de William Huskisson à Liverpool, déboulonnée en 1982.
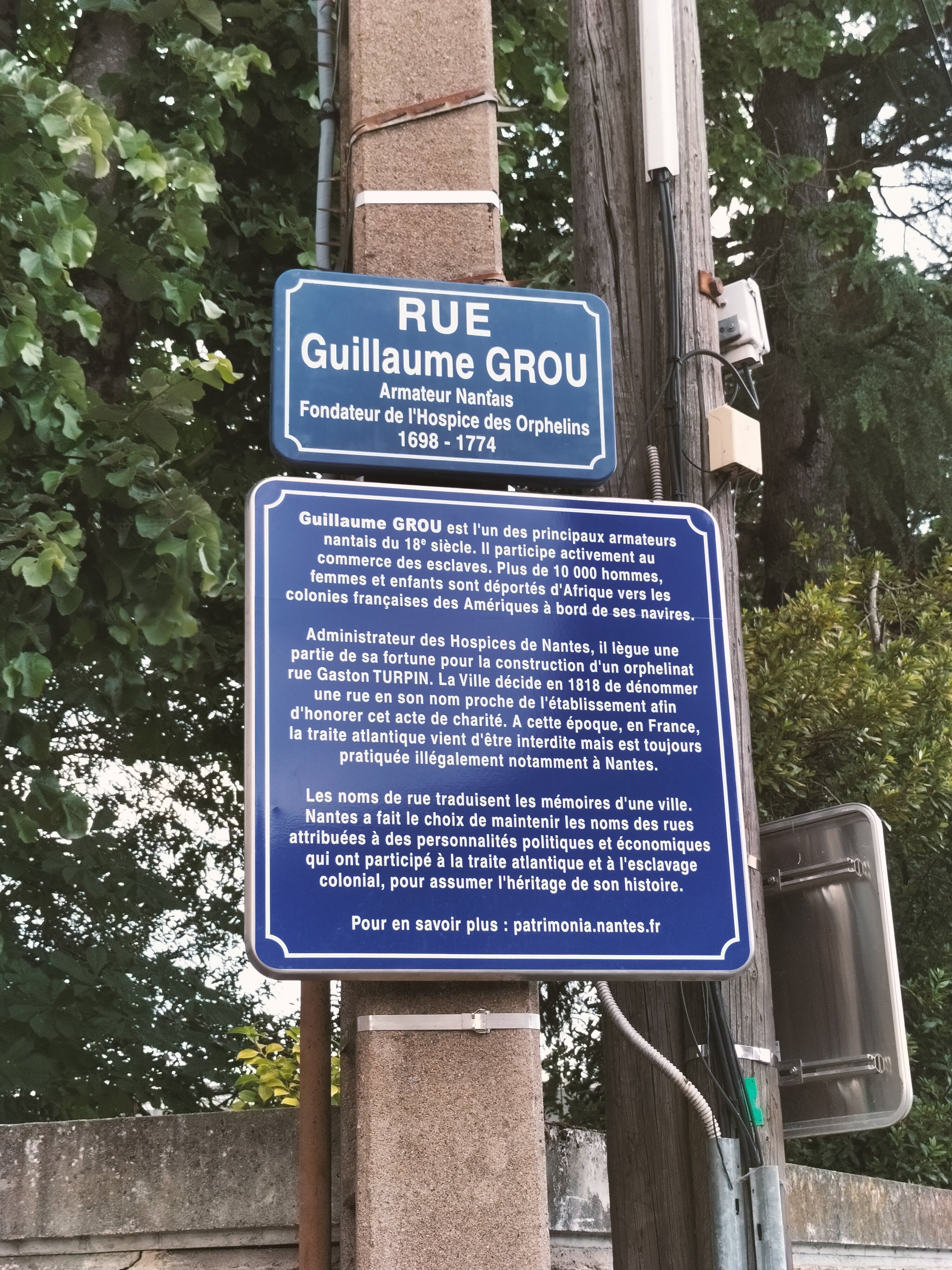
Plaque explicative rue Guillaume-Grou à Nantes.

La dé-commémoration relève de cinq démarches différentes. Elle peut être consécutive à un changement de régime politique et a alors pour but d'adapter le paysage symbolique. C'est le cas par exemple en France après le Premier Empire, dans les pays colonisés après leur indépendance ou après l'effondrement des régimes communistes en Europe de l'Est. En Ukraine, la révolution Euromaïdan de 2013-2014 s'accompagne de nombreux actes de dé-commémoration, dont la vague de renversement des statues de Lénine, appelée le Léninopad,.
Elle peut aussi être liée à une transformation sociétale qui fait apparaître comme anachronique des monuments ou des toponymes. Il s'agit alors, par exemple, de réduire la surreprésentation des statues ou odonymes masculins, ou, comme en Nouvelle-Zélande, de faire une place à la mémoire maorie en créant des toponymes doubles, en langues maorie et européenne. Au Canada, la dé-commémoration, notamment la destruction des pensionnats où étaient enfermés des enfants autochtones dans le but de les assimiler à la canadianité ou le déboulonnage et le retrait de statues du premier ministre John A. Macdonald, est un processus conflictuel de guérison.
La dé-commémoration peut aussi résulter d'une action militante, d'une mobilisation qui a pour but de provoquer des changements dans le paysage mémoriel. C'est le type de dé-commémoration qui est le plus médiatique, en particulier la décolonisation de l'espace public notamment menée à la suite du mouvement Black Lives Matter, mais aussi la dé-commémoration dans les ports européens à propos de la traite occidentale ou dans les pays d'Amérique latine confrontée à l'héritage du colonialisme et des dictatures. Ainsi, au Brésil, après le retour de la démocratie dans les années 1980, d'anciens militants transforment des prisons de la dictature en mémoriaux.
La dé-commémoration est aussi parfois un « écran de fumée », une manœuvre de la part de responsables pour empêcher un changement politique ou escamoter un débat sur le passé. Ainsi, selon l'historien Jean-Clément Martin, la Vendée, notamment à travers le parc historique du Puy du Fou, « a été l'objet de dé-commémorations qui ne disent pas leur nom », qui détournent et affadissent le sens du passé.
Enfin, la dé-commémoration conduit, plus rarement, à une transformation de la manière de penser la mémoire, à reconsidérer la commémoration elle-même. Cela arrive rarement parce que la tendance est à remplacer le monument détruit par un autre de sens différent mais du même type. Toutefois, la dé-commémoration amène aussi à interroger et à modifier les cadres législatifs des usages mémoriels et parfois à recourir à des outils technologiques nouveaux.